# RAF Linton-on-Ouse

i7
i11
i13
Die Royal Air Force Station Linton-on-Ouse (IATA-Code: HRT, ICAO-Code: EGXU), kurz RAF Linton-on-Ouse, ist ein Militärflugplatz der britischen Royal Air Force bei Linton-on-Ouse in North Yorkshire, England, ungefähr 15 km nordwestlich von York. Sie war bis in die 2010er Jahre ein wichtiges Pilotenschulzentrum und eines der geschäftigsten Flugfelder der RAF, dem mit RAF Topcliffe und RAF Dishforth in den letzten Jahrzehnten zwei Satelliten-Flugplätze unterstanden.
RAF Linton-on-Ouse wurde am 18. Dezember 2020 geschlossen.

## Geschichte
Die RAF Station Linton-on-Ouse war einer von zirka fünfzig Flugplätzen, die in der Zeit der Hochrüstung vor dem Zweiten Weltkrieg entstanden. Der Baubeginn erfolgte 1936 und die Eröffnung für das RAF Bomber Command erfolgte im Mai 1937. Es dauerte jedoch bis April 1938, bis die ersten beiden Bomberstaffeln, die 51. und 58. Squadron, eintrafen. Die Basis beherbergte gleichzeitig den Stab der No. 4 Bomber Group, der vom späteren Oberkommandierenden des Bomber-Kommandos, Arthur T. Harris, befehligt wurde.
Gleich nach Kriegsausbruch wurden in der Nacht vom 3. auf den 4. September 1939 aus Lintons Whitley-Bombern Flugblätter über Nazi-Deutschland abgeworfen, dem ersten Nacht-Einsatz der RAF im deutschen Luftraum. Die ersten Bombenangriffe flogen jeweils ganze zwei Bomber aus Linton im April 1940 auf Oslo und Aalborg, nachdem die Wehrmacht die Besetzung von Dänemark und Norwegen begonnen hatte. Das erste Ziel im Gebiet des Deutschen Reichs war im Folgemonat Mönchengladbach, wobei drei Flugzeuge eingesetzt wurden.
Zwischen Dezember 1940 und August 1942 beherbergte die Station die erste mit Halifax ausgerüstete RAF-Staffel, die 35. Squadron. Im Verlauf des Krieges waren die in Linton stationierten Bomber voll in die alliierte Luftoffensive gegen Deutschland integriert, ab Juni 1943 handelte es sich dabei um kanadische Lancaster und später wieder Halifax, die von der 408. und 426. Squadron eingesetzt wurden. Der letzte Angriff erfolgte am 25. April 1945 auf die Insel Wangerooge (siehe Artikel: Luftangriff auf Wangerooge am 25. April 1945).
Nach dem Krieg und dem Abzug der Kanadier unterstand die Station für kurze Zeit dem RAF Transport Command und kam im Juni 1946 unter die Kontrolle des RAF Fighter Command. Die hiesigen Jagdstaffeln flogen zunächst noch Kolbenmotor-Flugzeuge wie Hornets und Mosquitos und später dann Düsenjäger der Typen Meteor, Sabre und Hunter. Daneben beherbergte die Basis ab März 1953 für knapp zwei Jahre die Rettungshubschrauber-Staffel der RAF, die mit Sycamore ausgerüstete 275. Squadron. In Folge der Reduzierung der Jagdstaffeln wurde der Flugbetrieb in Linton im März 1957 vorübergehend eingestellt.
Am 1. September 1957 wurde die Station dem RAF Flying Training Command unterstellt und ist seit dem Oktober des Jahres Heimat der No. 1 Flying Training School (FTS). Deren Aufgabe war damals die Flugausbildung von Royal-Navy-Piloten. Zur Grundausbildung wurde zunächst die Provost genutzt, die ab Oktober 1960 durch die Jet Provost ersetzt wurde, und zur Fortgeschrittenenausbildung kam die Vampire zum Einsatz. Hinzu kam ab Ende 1961 die Basisausbildung zukünftiger Hubschrauber-Piloten des Fleet Air Arm (FAA) auf der Chipmunk. Das Fortgeschrittenentraining für die Marine wurde ab Ende 1963 nach Brawdy transferiert. Die Vampire der No. 1 FTS dienten voran der Ausbildung von RAF sowie ausländischer und Commonwealth Flugschüler, bis sie Anfang 1966 zur No. 7 FTS in RAF Church Fenton verlegt wurden.
Aufgrund des absehbaren Endes des Betriebs von großen Flugzeugträgern endete die Grundausbildung zukünftiger FAA-Piloten im Juni 1969. Auch die Jet Provosts dienten fortan der Ausbildung für die RAF und Flugschülern aus verschiedenen anderen Ländern, während die Basisausbildung der Marine-Hubschrauber-Piloten ebenfalls nach Church Fenton verlagert wurde. Die Ausbildung zukünftiger FAA-Piloten für Flächenflugzeuge wurde 1976 wieder aufgenommen und die erste weibliche Flugschülerin begann ihr Flugtraining 1990.
Im Jahr 1993 wurden die Jet Provost durch Short Tucanos ersetzt und im Jahr 2002 erhielten die beiden Schulstaffeln die Bezeichnungen 72. und 207. (Reserve) Squadron. Prinz William durchlief hier Anfang 2008 seine fliegerische Grundausbildung. Zwischen 2007 und 2011 lag daneben noch eine dritte Tucano-Staffel, die dem Navigationstraining dienende 76. Staffel und die 207. Staffel wurde Anfang 2012 ebenfalls aufgelöst. Die Ausbildung auf der Tucano endete im Herbst 2019 und das Flugtraining auf dem Nachfolgermuster Texan führt die 72. Staffel seither in RAF Valley durch.

## Heutige Nutzung
Nach der Schließung wurde der Flugplatz unter anderem im August 2021 für Maßnahmen gegen COVID-19 bei Heimkehrern aus Afghanistan genutzt.
Im April 2022 kündigte die Regierung ihre Absicht an, das Gelände für die Unterbringung von Asylsuchenden zu nutzen, um Hotelkosten zu sparen.

## Satelliten-Flugplätze

### RAF Topcliffe
Die Royal Air Force Station Topcliffe, kurz RAF Topcliffe, sie liegt zirka 20 km nordnordwestlich von Linton-on-Ouse, wurde 1940 unter der Kontrolle des RAF Bomber Command ebenfalls als Bomberbasis geöffnet.
Zwischen Mitte der 1970er Jahre, als der größere Bereich des Areals von der British Army als Alanbrooke Barracks übernommen wurde, und dem Ende 2010er Jahre diente sie hauptsächlich der Pilotenausbildung. Heute liegt hier nur noch eine Schulstaffel Motorsegler.

### RAF Dishforth
Auch die Royal Air Force Station Dishforth, kurz RAF Dishforth, zirka 15 km nordwestlich von Linton-on-Ouse gelegen, wurde 1936 als Bomber-Flugfeld eröffnet. Nach dem Krieg diente sie der Schulung von Transportflugzeugführern.